# Juillet 1819

## Événements
- 2 juillet : le Parlement approuve l'Act for the Resumption of Cash Payments qui reprend la convertibilité en or des billets de banque (Robert Peel)[1].

- 3 juillet : bataille de Shupiyan, près de Srinagar, qui est prise le lendemain[2]. Le roi du Pendjab Ranjit Singh s’empare du Cachemire sur les Afghans, avec l’aide d’anciens officiers de l’armée de Napoléon Ier.

- 11 juillet : bataille de Gámeza, incertaine.

- 14 juillet, Kronstadt : début d'une exploration de l’Antarctique par Bellingshausen et Lazarev (1819-1821)[3].

- 20 juillet : une commission territoriale se réunit à Francfort et fonde la Confédération germanique, qui regroupe trente-quatre États souverains, dont la Prusse, et quatre villes libres, sous la présidence de l’empereur d’Autriche avec un organe représentatif, la Diète de Francfort (acte final publié le 15 mai 1820)[4].

- 25 juillet : victoire in extremis des insurgés colombiens à la bataille du Pantano de Vargas.

## Naissances
- 2 juillet : Thomas Anderson (mort en 1874), chimiste écossais.
- 8 juillet : Francis Leopold McClintock (mort en 1907), explorateur irlandais.

## Décès
- 6 juillet : Sophie Blanchard, aérostier française.
- 18 juillet : Barthélemy Faujas de Saint-Fond (né en 1741), géologue et volcanologue français.
- 20 juillet : John Playfair (né en 1748), scientifique écossais.